# Kumaka
Kumaka je vesnicí v Guyaně v regionu East Berbice-Corentyne. Leží na horním toku řeky Essequibo a je zcela obklopena tropickým deštným pralesem. Nachází se v nadmořské výšce 105 m n. m. V roce 2007 tamní populace čítala 2190 obyvatel.